# Karen Uhlenbeck

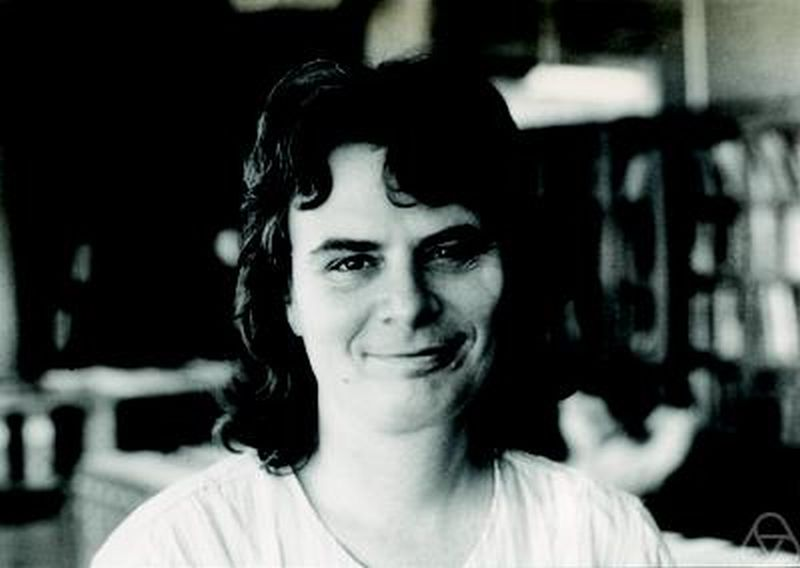
Karen Uhlenbeck (1982)

Karen Keskulla Uhlenbeck (* 24. August 1942 in Cleveland, Ohio als Karen Keskulla) ist eine US-amerikanische Mathematikerin, die zu partiellen Differentialgleichungen, Variationsrechnung, geometrischer Analysis und Differentialgeometrie arbeitet. Im Jahr 2019 wurde ihr als erster Frau der Abelpreis zuerkannt, der als eine der renommiertesten Auszeichnungen für Leistungen auf dem Gebiet der Mathematik gilt.

## Werdegang

### Ausbildung und Karriere
Karen Uhlenbeck wurde als ältestes von vier Kindern in Cleveland (Ohio) geboren. Ihr Großvater war estnischer und ihre Großmutter deutscher Herkunft. Ihr Vater Arnold Keskulla war Ingenieur und ihre Mutter Carolyn Windeler Keskulla Lehrerin und Künstlerin. Die Familie zog später nach New Jersey um, wo Karen die Schule besuchte und während dieser Zeit ein Interesse an Büchern und Wissenschaft im Allgemeinen entwickelte. Nach dem Schulabschluss studierte sie zunächst Physik an der University of Michigan, wechselte dann aber zur Mathematik und machte 1964 ihren Bachelor-Abschluss. Sie wechselte an das Courant Institute of Mathematical Sciences of New York University, unterbrach allerdings wegen ihrer Heirat das Studium kurzzeitig. 1966 machte sie ihren Master-Abschluss an der Brandeis University, wo sie 1968 bei Richard Palais promoviert wurde (The Calculus of Variations and Global Analysis). 1968 ging sie als Post-Doktorandin an das Massachusetts Institute of Technology (MIT) als Instructor und von 1969 bis 1971 als Lecturer an die University of California, Berkeley. An der University of Illinois at Urbana-Champaign war Uhlenbeck von 1971 bis 1976 Assistant Professor. 1976 wurde sie Associate Professor an der University of Illinois at Chicago und 1983 Professorin an der University of Chicago. 1988 wurde Uhlenbeck an die University of Texas at Austin berufen, wo sie den „Sid W. Richardson Foundation Regents Chair in Mathematics“ innehat. Zusammen mit Dan Freed gründete sie das IAS/Park City Mathematics Institute, an dem Sommerkurse (betreut vom Institute for Advanced Study in Princeton) abgehalten werden. Uhlenbeck lebt im Ruhestand in Texas.
In den Jahren 1979 bis 1980 und 1995 forschte sie am Institute for Advanced Study, an dem sie 1997/98 Distinguished Visiting Professor war. Sie wurde 1983 Gastprofessorin an der Harvard University sowie 1985 am Max-Planck-Institut für Mathematik in Bonn, war 1982 Gastwissenschaftlerin am MSRI, 1979 Chancellors Distinguished Visiting Professor an der Universität Berkeley und 1986 an der University of California, San Diego.  1992 war sie Gastwissenschaftlerin am Mathematics Research Centre der Universität Warwick und 1987 bis 1988 Gastprofessorin an der University of Texas at Austin (W. Richardson Foundation Regents Chair) und 1987 Gastwissenschaftlerin am IHES. Von 1983 bis 1986 war sie im Rat des Institute of Mathematics and its Applications.

### Wissenschaftliche Tätigkeit
Uhlenbeck begann ihre wissenschaftliche Karriere mit Forschungen zur Variationsrechnung bei ihrem Doktorvater Richard Palais und wurde später vor allem durch Arbeiten über nichtlineare partielle Differentialgleichungen in verschiedenen geometrischen und physikalischen Problemen bekannt.
Einige ihrer wichtigsten Arbeiten betrafen harmonische Abbildungen zwischen Riemannschen Mannigfaltigkeiten, das heißt solche, die die Dirichlet-Energie minimieren, was also ein Variationsproblem darstellt. Anschaulich lässt sich folgendes Analogon formulieren: Man suche eine Abbildung einer Fläche M auf eine Fläche N, zum Beispiel sei M eine Gummihaut und N ein Stein und die Abbildung bestehe darin, die Gummihaut dem Stein überzustülpen. Dann würde die Dirichlet-Energie der elastischen Energie in der Gummihaut entsprechen, die beim Überstülpen erzeugt wird. Bei topologisch komplizierteren Mannigfaltigkeiten (gemessen zum Beispiel über die Anzahl der Löcher, dem topologischen Geschlecht) ist die gesuchte Lösung oft nicht eindeutig und der Nachweis der Konvergenz bei Näherungen an harmonische Abbildungen schwierig. Palais und Stephen Smale hatten 1964 die Idee, allgemeinere Energiemaße als die Dirichlet-Energie zu verwenden, die die sogenannte Palais-Smale-Bedingung erfüllen. Das funktionierte aber zunächst nur im eindimensionalen Fall, in höherdimensionalen Fällen erfüllte die Dirichlet-Energie häufig nicht die Bedingung. Das wurde von Karen Uhlenbeck Mitte der 1970er Jahre näher untersucht und sie testete mit ihrem Post-Doktoranden Jonathan Sacks verschiedene Energiefunktionale auf zweidimensionalen Flächen, die alle die Palais-Smale-Bedingung erfüllen (was sicherstellte, dass die Abbildung eine Energie minimalisierte) und gegen die Dirichlet-Energie konvergieren. Die Frage war, ob bei Annäherung der Energiemaße an die Dirichlet-Energie die Abbildungen ebenfalls harmonisch wurden. Sie fanden, dass dies für fast alle Punkte der Fläche der Fall war bis auf eine endliche Anzahl mit einer Blasensingularität (bubble singularity). Diese können nur an topologischen Löchern der als kompakt angenommenen Zielmannigfaltigkeit entstehen, und die Frage der Existenz einer harmonischen Abbildung erlaubte somit Aussagen über die Topologie der Zielmannigfaltigkeit. Die Arbeit von Sacks und Uhlenbeck gilt als eine der grundlegenden Arbeiten zum teilweise damit begründeten Gebiet der geometrischen Analysis. Ähnliche Phänomene mit Blasensingularitäten von Abbildungen fanden sich später in vielen anderen Zusammenhängen.
Bei den in der Physik wichtigen Yang-Mills-Gleichungen (hier hat man es ebenfalls mit Abbildungen zwischen Mannigfaltigkeiten zu tun, und die Lösungen der Yang-Mills-Gleichung minimalisieren ein Funktional ähnlich wie die Dirichlet-Energie bei harmonischen Abbildungen) in vier Dimensionen bewies sie 1982 den später nach ihr benannten Singularitätssatz von Uhlenbeck. Sie zeigte, dass um isolierte Punkte keine Blasensingularitäten vorhanden sein können. Lösungen der Yang-Mills-Gleichung mit endlicher Energie, die sich in der Umgebung eines Punktes nichtsingulär verhalten, sind auch in dem Punkt nichtsingulär. Uhlenbeck bewies die Existenz von Coulomb-Eichungen in Yang-Mills-Gleichungen und leitete aus der Tatsache, dass diese in einer Eichung elliptisch werden, analytische Eigenschaften ihrer Lösungen ab. Speziell ihre Abschätzungen über (selbstduale) Instanton-Lösungen von Yang-Mills-Gleichungen, insbesondere dem ebenfalls nach ihr benannten Kompaktheitssatz von Uhlenbeck, waren wichtige analytische Vorarbeiten für Simon Donaldsons Klassifikation differenzierbarer Strukturen auf vierdimensionalen Mannigfaltigkeiten, für die er die Fields-Medaille erhielt. Uhlenbeck forscht ebenfalls zu nichtlinearen Wellengleichungen und integrablen Systemen mit unendlich vielen Erhaltungsgrößen (Solitonen).
Karen Uhlenbeck wurde durch ihre wissenschaftlichen Erfolge seit Anfang der 1980er Jahre zu einer Leitfigur für Frauen in der Mathematik. Sie war seit 1932 die erste Frau, die 1990 einen Plenarvortrag auf einem Internationalen Mathematikerkongress hielt. 1994 gründete sie mit Chuu-Lian Terng am Institute for Advanced Study ein Mentorprogramm für Frauen in der Mathematik (Women and Mathematics, WAM).

### Mitgliedschaften und Auszeichnungen
- 1974 bis 1976 Sloan Research Fellow
- 1982 Morse Lecture, Institute for Advanced Study
- 1983 erhielt sie die MacArthur Fellowship.
- 1983 war sie Invited Speaker auf dem Internationalen Mathematikerkongress (ICM) in Warschau (Variational problems for gauge fields) und 1990 hielt sie auf dem ICM in Kyoto einen der Plenarvorträge (Applications of nonlinear analysis in topology).
- 1985 war sie AMS Colloquium Lecturer und wurde in die American Academy of Arts and Sciences gewählt.
- 1986 Wahl zum Mitglied der National Academy of Sciences.
- 1987 bis 1990 Vizepräsidentin der American Mathematical Society
- 1988 Noether Lecture
- 1988 Ehrendoktor (D.Sc.) des Knox College, Illinois.
- 1996 Leonardo da Vinci Lecture, Universität Mailand
- 2000 erhielt sie die National Medal of Science der USA. Sie ist Fellow der American Mathematical Society.
- 2007 erhielt sie den Leroy P. Steele Prize der American Mathematical Society und die Ehrendoktorwürde der Harvard University.
- 2008 wurde sie Ehrenmitglied der London Mathematical Society.
- 2012 wurde sie in die American Philosophical Society gewählt.
- 2019 wurde Uhlenbeck der Abelpreis zugesprochen. Sie ist die erste Frau, die den Preis erhält.
- 2020 wurde ihr der Steele Prize for Lifetime Achievement der American Mathematical Society zugesprochen.[9]
- 2023 wurde sie zum auswärtigen Mitglied der Royal Society gewählt.

## Privatleben
Sie war bis 1976 mit dem Biophysiker Olke Cornelis Uhlenbeck (* 1942) verheiratet, dem Sohn von George Uhlenbeck. Später heiratete sie den Mathematiker Robert F. Williams.

## Schriften
- Mit J. Sacks: The existence of minimal immersions of 2-spheres. In: Annals of Mathematics. Band 113, 1981, S. 1–24.
- Morse theory by perturbation methods with applications to harmonic maps. In: Trans. Amer. Math. Soc. Band 267, 1981, S. 569–583, Online.
- Mit J. Sacks: Minimal immersions of closed Riemann surfaces. In: Trans. AMS. Band 271, 1982, S. 639–652.
- Removable Singularities in Yang Mills Fields. In: Communications in Mathematical Physics. Band 83, 1982, Nr. 1, ISSN 0010-3616, S. 11–29, Project Euclid.
- Connections with {\displaystyle L^{p}} bounds on curvature. In: Communications in Mathematical Physics. Band 83, 1982, Nr. 1, ISSN 0010-3616, S. 31–42, Project Euclid.
- Mit R. Schoen: A regularity theory for harmonic maps. In: J. Diff. Geom. Band 17, 1982, S. 307–335, Project Euclid.
- Mit D. S. Freed: Instantons and Four-Manifolds. In: Mathematical Sciences Research Institute publications 1. Springer-Verlag, New York u. a. 1984, ISBN 0-387-96036-8.
- Mit C.-L. Terng: Geometry of Solitons. (PDF; 212 kB), Notices AMS, 2000.